# Dorset Premier Football League
De Dorset Premier Football League is een Engelse regionale voetbalcompetitie, hoofdzakelijk voor clubs uit de regio Dorset, en is onderdeel van het elfde niveau in de Engelse voetbalpiramide.

## Geschiedenis
De competitie werd in 1957 onder de naam Dorset Football Combination League opgericht met als doel om het voetbal in de omgeving op een hoger niveau te brengen. Een aantal clubs was het namelijk zat dat de kleinere (jeugd)clubs vaak beter presteerden dan zijzelf.
Momenteel bestaat de competitie uit 18 clubs, waarvan 15 uit het graafschap Dorset, twee uit Somerset en één uit Wiltshire.
De competitie begon in 1957 met 12 clubs, waarvan Swanage Town kampioen werd. In de vier volgende seizoenen werd de club nog eens drie keer kampioen en eindigde het één keer op de tweede plaats.
Een andere succesvolle club is Parley Sports, dat al 12 keer kampioen van de competitie werd en tussen 1962 en 1966 zelfs vier keer op rij de titel prolongeerde. Ook bereikte de club al 21 keer de finale van het Combination Cup-toernooi, waarin zij 11 keer aan het langste eind trok.
In 1991 werd de Dorset Premier League leverancier van de Wessex League. De clubs kregen hiermee de mogelijkheid om te promoveren binnen het National League System, waarin de competitie tegenwoordig onderdeel is van het zevende niveau. Clubs die promoveren naar de Wessex League komen over het algemeen terecht in Division Two. Echter, in 2006 slaagde Sherborne Tow erin om rechtstreeks te promoveren naar Division One.
In het seizoen 2002/03 werd de naam van de competitie veranderd in Dorset Premier Football League.

## Vorige kampioenen
- 1957/58 — Swanage Town
- 1958/59 — 15th Training Battalion RASC
- 1959/60 — Swanage Town
- 1960/61 — Swanage Town
- 1961/62 — Swanage Town
- 1962/63 — Parley Sports
- 1963/64 — Parley Sports
- 1964/65 — Parley Sports
- 1965/66 — Parley Sports
- 1966/67 — Parley Sports
- 1967/68 — Weymouth Reserves
- 1968/69 — Weymouth Reserves
- 1969/70 — Blandford United
- 1970/71 — Portland United
- 1971/72 — Parley Sports
- 1972/73 — Parley Sports
- 1973/74 — Parley Sports
- 1974/75 — Blandford United
- 1975/76 — Parley Sports
- 1976/77 — Portland United
- 1977/78 — Flight Refuelling
- 1978/79 — Poole Town Reserves
- 1979/80 — Parley Sports
- 1980/81 — Dorchester Town Reserves
- 1981/82 — Sherborne Town
- 1982/83 — Blandford United
- 1983/84 — Parley Sports
- 1984/85 — Parley Sports
- 1985/86 — Bridport
- 1986/87 — Bridport
- 1987/88 — Bridport
- 1988/89 — Shaftesbury
- 1989/90 — Weymouth Reserves
- 1990/91 — Dorchester Town Reserves
- 1991/92 — Blandford United
- 1992/93 — Westland Sports
- 1993/94 — Hamworthy Engineering
- 1994/95 — Hamworthy Engineering
- 1995/96 — Hamworthy Engineering
- 1996/97 — Shaftesbury
- 1997/98 — Sturminster Marshall
- 1998/99 — Portland United
- 1999/00 — Portland United
- 2000/01 — Hamworthy Recreation
- 2001/02 — Hamworthy Recreation
- 2002/03 — Hamworthy United
- 2003/04 — Hamworthy United
- 2004/05 — Hamworthy Recreation
- 2005/06 — Holt United
- 2006/07 — Westland Sports
- 2007/08 — Portland United
- 2008/09 — Portland United
- 2009/10 — Hamworthy Recreation
- 2010/11 — Hamworthy Recreation
- 2011/12 — Westland Sports
- 2012/13 — Portland United
- 2013/14 — Portland United